# Dividuum
Dividuum (aus Lateinisch dividuum) bedeutet in der Philosophie  Teilbares; der Ausdruck wird meist als Gegenbegriff zu Individuum (Unteilbares) verwendet, in aller Regel, um eine Gegenthese zu klassischen subjektphilosophischen Positionen zu markieren.
Zu derartigen Verwendungsweisen zählen die nachfolgenden:
- Der deutsche Botaniker Alexander Braun charakterisiert in seiner Schrift „Das Individuum der Pflanze in seinem Verhältnis zur Spezies: Generationsfolge, Generationswechsel und Generationstheilung der Pflanze“ (1853) die Pflanze im Gegensatz zum Tier als Dividuum, als ein prinzipiell teilbares lebendiges System.[2]
- Fritz Mauthner sieht 1906 das Individuum gespalten in ein Doppel-Ich, das durch ein alternierendes Bewusstsein gekennzeichnet ist: Ein Bewusstsein, das gleichzeitig das Hier und Jetzt bewusst aufnimmt, gleichzeitig aber auch in der Lage ist, sich in eine andere Zeit, an einen anderen Ort oder in eine andere Persönlichkeit zu versetzen und auch diese bewusst wahrzunehmen. „Das Doppel-Ich bedeutet den Gegensatz von Individuum, also ein Dividuum: einen Menschen mit zwei Köpfen, siamesische Zwillinge.“[3]
- Paul Klee in seinen Tagebüchern (1898–1918) differenziert zwischen „Dividuum“, der teilbaren Struktur, und „Individuum“, dem nichtteilbaren Organismus. Hierbei ist das Dividuum durch seine rein wiederholenden, d. h. strukturalen Eigenschaften charakterisiert. Das Individuum hat festgelegte Maße und eine bestimmte Ausdehnung, man kann nichts hinzufügen oder abziehen, ohne es radikal zu verändern. Das Dividuum hingegen ist anorganisch, „dividuelle Strukturen (lassen sich) zu Organismen zusammensetzen.“[4]
- Die Psychoanalytikerin Sabina Spielrein definiert das „Dividuum“ als den zwischen „ICH“ und „WIR“ zerrissenen Menschen.
- Der Soziologe Ulrich Beck spricht ironisch vom „Dividuum“, wenn er den in viele Rollen und unverbundene Teilpersönlichkeiten zerfallenen Menschen charakterisiert.
- Im Œuvre Martin Walsers gilt der Mensch nicht als Individuum im Sinne des humanistischen Ideals als einmalig, unverwechselbar und mit wandlungsfähigen Eigenschaften ausgestattet; sondern als Dividuum im Sinne eines schwer überschaubaren Ensembles von Eigenschaften.[5]
- Der Philosoph Ulrich Steinvorth benutzt den Begriff Dividuum, um das früheste Entwicklungsstadium des Embryo zu bezeichnen. Da Individuum „Unteilbares Wesen“ bedeutet, bezeichnet er den Embryo bis zu einem Alter von 14 Tagen als Dividuum, als „Teilbares Wesen“, weil in diesem frühen Stadium der Embryo beliebig teilbar ist und beliebig vervielfältigt werden kann. Daher lautet Steinvorths konsequente Schlussfolgerung, „Embryos bis zu einem Alter von 14 Tagen zur Forschung freizugeben“.[6]
- Der Sprachwissenschaftler Klaus Mudersbach bezeichnet als „Dividuum“ im Bereich religiöser Kommunikationsinhalte ein Objekt, das man „sprachlich durch einen singulären Referenzterm oder durch einen Eigennamen bezeichnen kann“.[7] „Dividuen“ bezeichnet er als die Menge dessen, was ein Glaubender über ein geglaubtes Objekt weiß, da in epistemistischen Betrachtungen der einzelne Glaubende das geglaubte Objekt nicht objektiv und richtig kennen kann.

Unabhängig von epistemischen Fragen bezeichnet er in seiner Kommunikationssemantik als „Dividuum“ „die Menge der Begriffe, die der Sprachbenutzer von dem Gegenstand kennt und zum Referieren benutzen kann“
- Der Soziologie und Systemtheoretiker Peter Fuchs bezeichnet damit eine Differenzierung der sozialen Adresse (ein theoretischer Terminus, dessen theoretische Rolle im Rahmen systemtheoretischer Kommunikationstheorie einfängt, was sonst meist unter den Begriff „Person“ gebucht wird)[9]
- Der Philosoph Friedrich Nietzsche stellt fest, dass der Mensch imstande ist, „etwas von sich, einen Gedanken, ein Verlangen, ein Erzeugnis“ mehr zu lieben, als etwas anderes von sich. Insofern ist sein Wesen zerteilt, er ist also nicht Individuum, sondern Dividuum. Als Beispiel führt er unter anderem eine Mutter an, die ihrem Kind, das gibt, „was sie sich selbst entzieht, Schlaf, die beste Speise, unter Umständen ihre Gesundheit, ihr Vermögen.“[10]

In der Botanik handelt es sich bei einem Dividuum um einen Ableger einer Pflanze, welche den gleichen Genpool aufweist wie die Mutterpflanze. Bestände, die sich entsprechend bilden, werden als Polykormon bezeichnet.